# Corneli (centurió)
Corneli (en llatí Cornelius) va ser un militar romà. Era centurió a l'exèrcit d'Octavi (August) i fou enviat al front d'una delegació a Roma l'any 43 aC a demanar, en nom de l'exèrcit, el consolat pel seu general. Quan el senat romà va dubtar, Corneli va apartar la capa i va deixar veure la seva espasa, i la va assenyalar dient: "si vostès no el fan cònsol el farà aquesta".